# Friedrich Pfaff
Alexius Burckhardt Immanuel Friedrich Pfaff, född 17 juli 1825 i Erlangen, död där 18 juli 1886, var en tysk mineralog. Han var son till Johann Wilhelm Pfaff.
Pfaff var professor i geologi och mineralogi vid universitetet i Erlangen. Han studerade främst dynamisk geologi och utgav olika allmänfattliga avhandlingar.